# جام بسکتبال زنان آسیا
جام بسکتبال آسیا (به انگلیسی: FIBA Asia Cup) که قبل از سال ۲۰۱۷ مسابقات قهرمانی بسکتبال زنان آسیا (به انگلیسی: FIBA Asia Women's Championship) نامیده می‌شد، عنوان مسابقات بسکتبال است که هر دو سال یک‌بار در بین تیم‌های فیبا آسیا، و از سال ۲۰۱۷ با اضافه شدن تیم‌های فیبا اقیانوسیه برگزار می‌شود.

## تاریخچه
| سال         | میزبان       |             | فینال       | فینال       | فینال       |             | رده‌بندی     | رده‌بندی | رده‌بندی     |
| سال         | میزبان       | قهرمان      | نتیجه       | مقام دوم    | مقام سوم    | نتیجه       | مقام چهارم  |         |             |
| ----------- | ------------ | ----------- | ----------- | ----------- | ----------- | ----------- | ----------- | ------- | ----------- |
| ۱۹۶۵ جزئیات | سئول         | · کرهٔ جنوبی | No playoffs | · ژاپن      | · Formosa   | No playoffs | · فیلیپین   |         |             |
| ۱۹۶۸ جزئیات | تایپه        | · کرهٔ جنوبی | No playoffs | · ژاپن      | · Formosa   | No playoffs | · تایلند    |         |             |
| ۱۹۷۰ جزئیات | کوالالامپور  | · ژاپن      | No playoffs | · کرهٔ جنوبی | · Taiwan    | No playoffs | · مالزی     |         |             |
| ۱۹۷۲ جزئیات | تایپه        | · کرهٔ جنوبی | ۶۶–۵۱       | · Taiwan    | · تایلند    | ۷۰–۵۴       | · اندونزی   |         |             |
| ۱۹۷۴ جزئیات | سئول         | · کرهٔ جنوبی | No playoffs | · ژاپن      | · Taiwan    | No playoffs | · ایران     |         |             |
| ۱۹۷۶ جزئیات | هنگ کنگ      | · چین       | No playoffs | · کرهٔ جنوبی | · ژاپن      | No playoffs | · مالزی     |         |             |
| ۱۹۷۸ جزئیات | کوالالامپور  | · کرهٔ جنوبی | No playoffs | · چین       | · ژاپن      | No playoffs | · مالزی     |         |             |
| ۱۹۸۰ جزئیات | هنگ کنگ      | · کرهٔ جنوبی | No playoffs | · چین       | · ژاپن      | No playoffs | · مالزی     |         |             |
| ۱۹۸۲ جزئیات | توکیو        | · کرهٔ جنوبی | No playoffs | · چین       | · ژاپن      | No playoffs | · ماکائو    |         |             |
| ۱۹۸۴ جزئیات | شانگهای      | · کرهٔ جنوبی | ۶۲–۶۱       | · چین       | · ژاپن      | ۸۱–۵۳       | · فیلیپین   |         |             |
| ۱۹۸۶ جزئیات | کوالالامپور  | · چین       | No playoffs | · کرهٔ جنوبی | · تایوان    | No playoffs | · ژاپن      |         |             |
| ۱۹۸۸ جزئیات | هنگ کنگ      | · کرهٔ جنوبی | No playoffs | · چین       | · تایوان    | No playoffs | · ژاپن      |         |             |
| ۱۹۹۰ جزئیات | سنگاپور      | · چین       | No playoffs | · کرهٔ جنوبی | · ژاپن      | No playoffs | · تایوان    |         |             |
| ۱۹۹۲ جزئیات | سئول         | · چین       | ۸۹–۷۶       | · کرهٔ جنوبی | · ژاپن      | ۷۹–۷۵       | · تایوان    |         |             |
| ۱۹۹۴ جزئیات | سندای        | · چین       | ۷۴–۶۶       | · کرهٔ جنوبی | · ژاپن      | ۹۲–۶۷       | · تایوان    |         |             |
| ۱۹۹۵ جزئیات | شیزوئوکا     | · چین       | ۹۴–۶۹       | · کرهٔ جنوبی | · ژاپن      | ۶۸–۶۵       | · تایوان    |         |             |
| ۱۹۹۷ جزئیات | بانکوک       | · کرهٔ جنوبی | ۷۴–۶۱       | · ژاپن      | · چین       | ۱۰۱–۶۳      | · تایوان    |         |             |
| ۱۹۹۹ جزئیات | شیزوئوکا     | · کرهٔ جنوبی | ۶۸–۶۵       | · ژاپن      | · تایوان    | ۶۸–۵۷       | · چین       |         |             |
| ۲۰۰۱ جزئیات | بانکوک       | · چین       | ۱۰۵–۷۶      | · ژاپن      | · کرهٔ جنوبی | ۷۸–۶۳       | · تایوان    |         |             |
| ۲۰۰۴ جزئیات | سندای        | · چین       | ۹۲–۸۰       | · ژاپن      | · کرهٔ جنوبی | ۸۸–۵۹       | · تایوان    |         |             |
| ۲۰۰۵ جزئیات | کینگهوانگداو | · چین       | ۷۳–۶۷       | · کرهٔ جنوبی | · تایوان    | ۷۳–۶۲       | · ژاپن      |         |             |
| ۲۰۰۷ جزئیات | اینچئون      | · کرهٔ جنوبی | ۷۹–۷۳       | · چین       | · ژاپن      | ۷۳–۷۰       | · تایوان    |         |             |
| ۲۰۰۹ جزئیات | چنای         | · چین       | ۹۱–۷۱       | · کرهٔ جنوبی | · ژاپن      | ۷۲–۵۷       | · تایوان    |         |             |
| ۲۰۱۱ جزئیات | اومورا       | · چین       | ۶۵–۶۲       | · کرهٔ جنوبی | · ژاپن      | ۸۳–۵۶       | · تایوان    |         |             |
| ۲۰۱۳ جزئیات | بانکوک       | · ژاپن      | ۶۵–۴۳       | · کرهٔ جنوبی | · چین       | ۶۱–۵۳       | · تایوان    |         |             |
| ۲۰۱۵ جزئیات | ووهان        |             | · ژاپن      | ۸۵–۵۰       | · چین       |             | · کرهٔ جنوبی | ۵۲–۴۵   | · تایوان    |
| ۲۰۱۷ جزئیات | بنگلور       |             | · ژاپن      | ۷۴–۷۳       | · استرالیا  |             | · چین       | ۷۵–۵۱   | · کرهٔ جنوبی |
| ۲۰۱۹ جزئیات | بنگلور       |             |             |             |             |             |             |         |             |